# Nashville (Illinois)
Nashville ist eine Stadt und Verwaltungssitz des Washington County, Illinois im Süden des US-amerikanischen Bundesstaates Illinois. Das U.S. Census Bureau hat bei der Volkszählung 2020 eine Einwohnerzahl von 3.105 ermittelt. 
Der Beigeordnete Richter des Supreme Court, Harry A. Blackmun, wurde 1908 in Nashville geboren.

## Geographie
Nashville liegt am östlichen Rand der nach ihr benannten Township, am Schnittpunkt der Illinois State Route 15 (in Ost-West-Richtung; Main Street bzw. East St. Louis Street) und der Illinois Route 127 (in Nord-Süd-Richtung, Mill Street). Außerdem kreuzten sich hier Bahnstrecken der Missouri-Illinois Railroad und der Louisville and Nashville Railroad (heute gehört die Strecke CSX Transportation), wobei eine Verbindungskurve aus Richtung Osten nach Südwesten bestand. Die Gleise der früheren Missouri-Illinois Railroad einschließlich der Verbindungskurve sind inzwischen abgebaut.
Nach den Angaben des United States Census Bureaus von 2010 hat Nashville eine Gesamtfläche von 7,28 km², wovon 7,04 km² (oder 96,83 %) auf Land und 0,23 km² (oder 3,17 %) auf Gewässer entfallen.
Die Stadt liegt unweit der Quelle des Nashville Creek, einem Zufluss des in nordwestlicher Richtung zum Kaskaskia River fließenden Little Crooked Creek. Direkt südöstlich von Nashville liegt das Quellgebiet des Beaucoup Creek, der südwärts zum Big Muddy River strömt.

## Geschichte
Nashville wurde 1830 unter dem Namen New Nashville katastriert; gegründet wurde der Ort von drei Männern, die es nach ihrem Heimatort Nashville, Tennessee benannten. Am 31. Oktober 1831 wurde unter dem Namen Nashville ein Postamt eingerichtet.

## Demographie
Zum Zeitpunkt des United States Census 2000 bewohnten Nashville 3147 Personen. Die Bevölkerungsdichte betrug 453,4 Personen pro km². Es gab 1421 Wohneinheiten, durchschnittlich 204,7 pro km². Die Bevölkerung in Nashville bestand zu 98,73 % aus Weißen, 0,16 % Schwarzen oder African American, 0,13 % Native American, 0,38 % Asian, 0,10 % Pacific Islander, 0,19 % gaben an, anderen Rassen anzugehören und 0,32 % nannten zwei oder mehr Rassen. 0,79 % der Bevölkerung erklärten, Hispanos oder Latinos jeglicher Rasse zu sein.
Die Bewohner Nashvilles verteilten sich auf 1324 Haushalte, von denen in 31,6 % Kinder unter 18 Jahren lebten. 54,3 % der Haushalte stellten Verheiratete, 10,3 % hatten einen weiblichen Haushaltsvorstand ohne Ehemann und 33,2 % bildeten keine Familien. 30,4 % der Haushalte bestanden aus Einzelpersonen und in 17,4 % aller Haushalte lebte jemand im Alter von 65 Jahren oder mehr alleine. Die durchschnittliche Haushaltsgröße betrug 2,36 und die durchschnittliche Familiengröße 2,92 Personen.
Die Bevölkerung verteilte sich auf 24,6 % Minderjährige, 7,4 % 18–24-Jährige, 27,5 % 25–44-Jährige, 22,3 % 45–64-Jährige und 18,3 % im Alter von 65 Jahren oder mehr. Der Median des Alters betrug 39 Jahre. Auf jeweils 100 Frauen entfielen 87,1 Männer. Bei den über 18-Jährigen entfielen auf 100 Frauen 85,2 Männer.
Das mittlere Haushaltseinkommen in Nashville betrug 42.097 US-Dollar und das mittlere Familieneinkommen erreichte die Höhe von 51.875 US-Dollar. Das Durchschnittseinkommen der Männer betrug 34.020 US-Dollar, gegenüber 24.010 US-Dollar bei den Frauen. Das Pro-Kopf-Einkommen belief sich auf 21.935 US-Dollar. 4,4 % der Bevölkerung und 1,9 % der Familien hatten ein Einkommen unterhalb der Armutsgrenze, davon waren 2,8 % der Minderjährigen und 9,6 % der Altersgruppe 65 Jahre und mehr betroffen.

## National Register of Historic Places
Unter Nashville ist im National Register of Historic Places ein Eintrag vorhanden.
| Ref.-Nr. | Name                           | Adresse             | Datum        |
| -------- | ------------------------------ | ------------------- | ------------ |
| 85000496 | Louisville and Nashville Depot | 101 E. Railroad St. | 1. März 1985 |

## Persönlichkeiten
- Harry Blackmun (1908–1999), Richter am U.S. Supreme Court, in Nashville geboren
- William St. John Forman (1847–1908), früherer Kongressmann und Bürgermeister von Nashville, lebte ab 1851 hier
- Hugh Green, wurde 1887 auf einer Farm bei Nashville geboren
- Byron O. House, Richter am Illinois Supreme Court, lebte in Nashville
- Lloyd A. Karmeier, Richter am Illinois Supreme Court, lebt in Nashville und war Richter am Circuit Court, der für dieses Gebiet zuständig ist
- Ralph L. Maxwell, Richter am Illinois Supreme Court, wurde 1905 in Nashville geboren
- Thomas B. Needles, Politiker, betrieb hier einen Laden
- Kirk Rueter, früherer Pitcher der San Francisco Giants, machte in Nashville seinen Highschool-Abschluss und lebt knapp außerhalb der Stadtgrenzen